# Angelica Roos
Anna Angelica Ulrika Roos (Gotemburgo, 15 de abril de 1989) es una deportista sueca que compite en halterofilia. Ganó una medalla de plata en el Campeonato Europeo de Halterofilia de 2018, en la categoría de 58 kg.

## Palmarés internacional
| Campeonato Europeo | Campeonato Europeo | Campeonato Europeo | Campeonato Europeo |
| Año                | Lugar              | Medalla            | Categoría          |
| ------------------ | ------------------ | ------------------ | ------------------ |
| 2018               | Bucarest (Rumania) | Medalla de plata   | 58 kg              |